# Anse
Anse là một xã thuộc tỉnh Rhône trong vùng Auvergne-Rhône-Alpes phía đông nước Pháp. Xã này nằm ở khu vực có độ cao trung bình 176 mét trên mực nước biển.
Anse nằm bên sông Saône, cự ly khoảng 7 km về phía nam Villefranche-sur-Saône (gần Lyon).